# Blackwater (игра)
Blackwater — рельсовый шутер для Xbox 360 с функцией Kinect, разработанная компанией Zombie Studios 25 октября 2011 года. Игра происходит от лица подрядчика военной компании Blackwater Worldwide. Игра была впервые показана на выставке E3 в 2011 году. Издателем игры стала компания 505 Games.

## Создание игры

Логотип Blackwater USA сверху и логотип Blackwater Worldwide снизу.

Основатель компании Blackwater (сейчас она называется Academi) Эрик Принс обратился к компании 505 Games с предложением создать компьютерную игру. Он сказал, что с возможностями Kinect игра даст поможет игрокам испытать самим, каково это быть в команде Blackwater на задании в реальной боевой обстановке.
Во время разработки, сотрудники компании 505 Games, Zombie Studios и бывшие сотрудники Blackwater, работали вместе для того, чтобы сделать игру как можно более реалистичной и максимально похожей на реальные боевые задачи.
Описывая игру, Эрик Принс сказал, что это не тренажер, а симулятор. В целях создании игры не было проведения обучения людей тому, как проводить военные операции в городской местности. Игра, по его мнению, больше похожа на игру детей в казаки-разбойники или ковбоев и индейцев.

## Сюжет игры
Действия игры происходят в вымышленном городе в Северной Африке , в то время когда город был захвачен полевым командиром генералом Лимбано (англ. Limbano). Игроку поставлена задача защищать сотрудников гуманитарных организаций и прочих высокопоставленных лиц.

## Отзывы
| Сводный рейтинг | Сводный рейтинг |
| Агрегатор       | Оценка          |
| --------------- | --------------- |
| GameRankings    | 38,45 %         |